# گامتوفیت

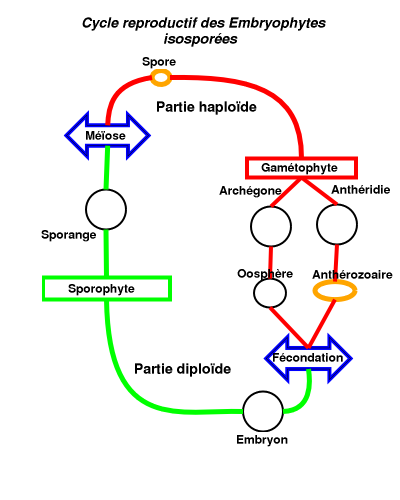
چرخه زندگی گیاهان

گامتوفیت به نسلی از چرخهٔ زندگی گیاهان گفته می‌شود که گامت تولید می‌کنند. گامتوفیت‌ها بر خلاف اسپوروفیتها هاپلوئید هستند (به جز چند استثنا). گامتوفیت از نموی هاگ حاصل از میوز اسپوروفیت به وجود می‌آید، و هنگامی که بالغ می‌شود، طی تقسیم میتوز گامت‌های نر (انتروزویید) و (یا) ماده (تخم زا) تولید می‌کند.
گامتوفیت در خزه‌گیان بخش اصلی و قابل رؤیت گیاه را تشکیل می‌دهد، در حالی که در سرخس‌ها به پروتال، در بازدانگان به آندوسپرم و دانه گرده و در نهان‌دانگان به کیسهٔ رویانی و دانه گرده محدود می‌شود.